# Red de Municipios por el Águila Imperial Ibérica

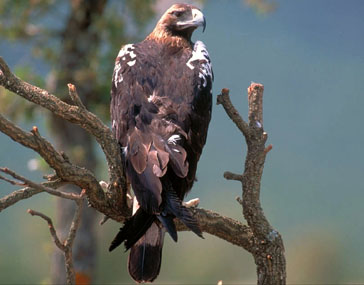
Águila imperial ibérica

La Red de Municipios por el Águila Imperial Ibérica es un colectivo de municipios promovido por la Sociedad Española de Ornitología dentro del programa Alzando el Vuelo para promover la conservación del águila imperial ibérica, considerando la conservación del águila imperial en todas sus políticas municipales, desde el urbanismo a la educación, y fomentando la cooperación con los propietarios privados.
En julio de 2010, la red contaba con 96 municipios adheridos, con una población total de 786.743 habitantes y pertenecientes a trece provincias y las cinco comunidades autónomas en las que está presente la especie.